# Ogawa Mokichi
Pour les articles homonymes, voir Ogawa et Usen.
Ogawa Mokichi, nom de pinceau : Usen (芋銭) est un peintre japonais des XIXe et XXe siècles, né en 1868 à Tokyo, mort en 1938. Peintre de compositions animées et de paysages traditionnel, il s'inscrit dans la peinture japonaise du style nan-ga (peinture de lettré). Il était membre de l'Institut japonais des beaux-arts Nihon Bijutsuin.